# Эквайринг

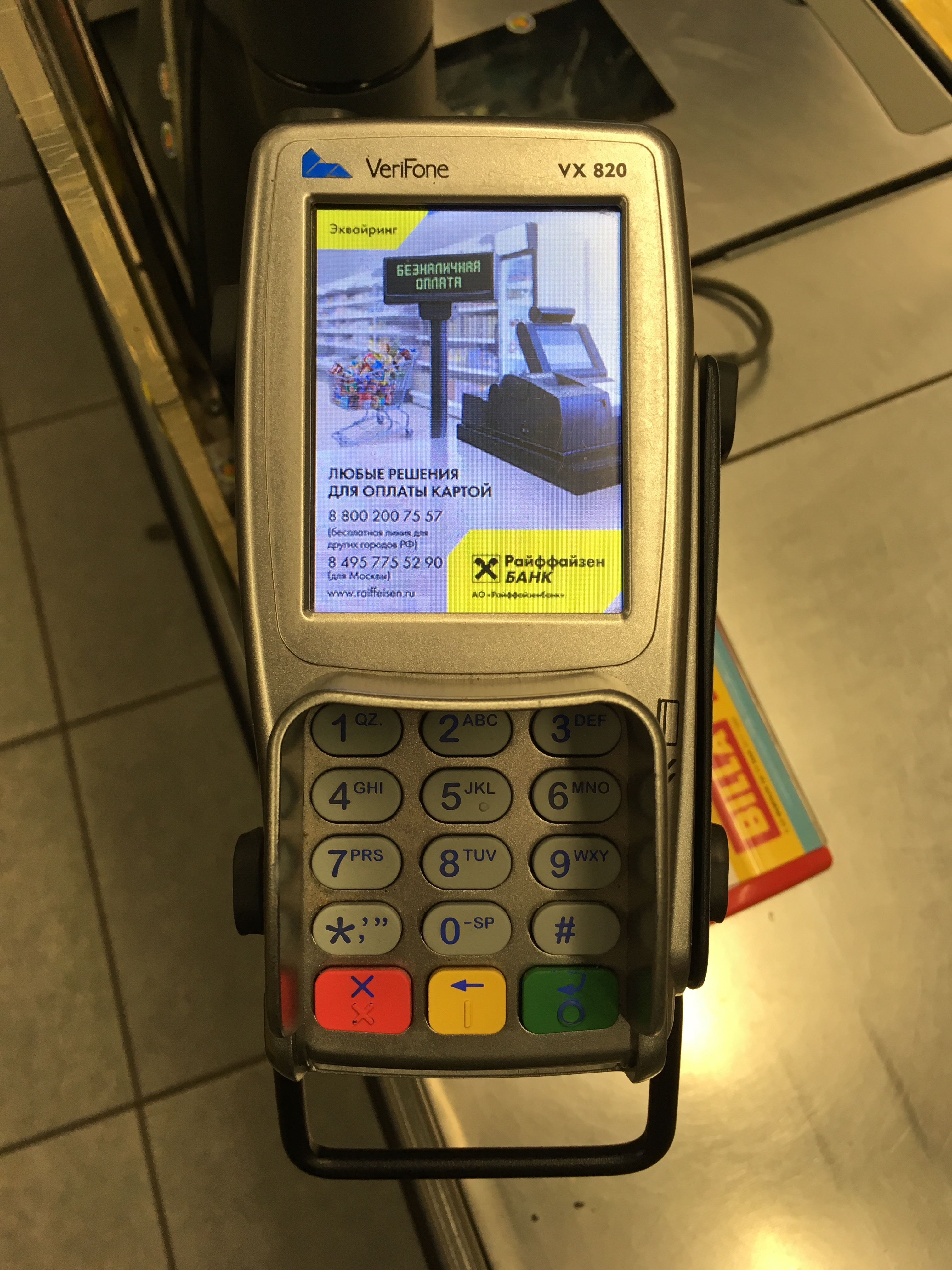
Платёжный терминал в супермаркете

Эква́йринг (от англ. acquire «приобретать, получать») — возможность для торгового предприятия принимать безналичную оплату товаров и услуг пластиковыми картами. Также в понятие эквайринг входят банковское и технологическое обслуживание — передача и обработка данных клиента. Осуществляется уполномоченным банком-эквайером (англ. acquiring bank) путём установки на торговых или сервисных предприятиях (ТСП) платёжных терминалов (POS-терминалов в случае традиционного торгового эквайринга, mPOS-терминалов в случае мобильного эквайринга) или импринтеров. В начале XXI века набирают популярность терминалы, встроенные в онлайн-кассы.
Большая часть рынка эквайринговых услуг занята банками — членами Visa, Mastercard и JCB. В США широкое распространение получили также карты American Express. В России активно внедряется национальная платёжная система «Мир».

## Виды эквайринга
- Торговый эквайринг — к нему относят оплату через POS-терминалы: совмещённый кассовый аппарат и терминал для безналичной оплаты. Для проведения операции карта вставляется в терминал либо подносится к устройству, и деньги списываются. После списания денег с банковской карты они моментально переводятся на расчётный счёт продавца. После зачисления денег банком взимается комиссия в размере 1,5—2,5 % от суммы транзакции[1].
- Мобильный эквайринг — относительно новый вид электронного расчёта. Название терминалов — mPOS-терминалы. С их помощью клиент через кардридер на смартфоне или компьютере продавца переводит деньги на счёт. Преимущество этого вида эквайринга в том, что он не привязан к какой-либо торговой точке. При этом размер комиссии составляет 2,5—3 %[1][2].
- Интернет-эквайринг — приём к оплате банковских карт и электронных денег через Интернет с использованием специально разработанного веб-интерфейса, позволяющего провести расчёты в интернет-магазинах и оплатить различные услуги: телефонную связь, коммунальные услуги, доступ в Интернет и прочее. Не требует установки какого-либо оборудования. Данный тип эквайринга обходится магазинам в 3—6 % от суммы транзакции[1].
- Выдача наличных средств держателям банковских карт (часто эту процедуру относят тоже к эквайрингу). Такая выдача, как правило, осуществляется через банкомат или с помощью специально настроенного POS-терминала (ПВН — пункт выдачи наличных). К данной сфере также относятся различные устройства самообслуживания, принимающие карты.

## Процесс эквайринга
В процедуре эквайринга участвует несколько субъектов.
- Торговая точка — организация, занимающаяся продажей товаров или услуг, инициатор подключения эквайринга. Уплачивает комиссию банку-эквайеру за пользование эквайрингом.
- Банк-эквайер — кредитная организация, в которой открыт расчётный счёт продавца, и которая предоставляет оборудование для эквайринга. Такой банк обязательно должен быть зарегистрирован в платёжной системе (UnionPay, Visa, Mastercard и/или любой другой, аккредитованной в стране проведения транзакции). Несёт ответственность за техническую сторону операций покупок по картам, получает комиссию от продавца.
- Банк-эмитент — кредитная организация, выпускающая банковские карты, платежи с которых принимаются терминалами. Несёт полную ответственность за правильность расчётов с клиентом в рамках процедуры покупки при помощи банковской карты.
- Платёжная система — организация, с помощью которой банк-эквайер может передать информацию о транзакции банку-эмитенту для совершения этой транзакции. Если банк-эквайер не поддерживает платёжную систему карты банка-эмитента операция будет неуспешна.
- Клиент — покупатель, держатель банковской карты, полученной в банке-эмитенте.

Последовательность проведения платежа:
1. В POS-терминал вводится информация о желаемой покупке.
2. К POS-терминалу прикладывается карта покупателя.
3. POS-терминал делает запрос на сервер банка-эквайера с информацией о платеже.
4. Сервер банка-эквайера производит запрос к платёжной системе карты, которая задействована в транзакции.
5. Платёжная система обрабатывает запрос и направляет его банку-эмитенту.
6. Банк-эмитент проверяет возможность проведения транзакции, может временно блокировать средства, отправляет ответ платёжной системе.
7. Платёжная система отправляет ответ банку-эквайеру.
8. Банк-эквайер посылает ответ на POS-терминал.
9. POS-терминал сообщает результат операции.